# Niklaus Riggenbach
Niklaus Riggenbach, né le 21 mai 1817 à Guebwiller, France, mort le 25 juillet 1899 à Olten, Suisse est un ingénieur en chemin de fer.

## Biographie
Après l'école primaire et la mort de son père, Niklaus Riggenbach retourne avec sa mère et les sept autres enfants à Bâle où il fréquente le lycée. À l'âge de 16 ans, il entreprend un apprentissage decommerce dans uns usine de rubans. En 1836, il trouve une première activité professionnelle à Lyon puis une autre à Paris en 1837. Le soir, il étudie les mathématiques et la physique. Avec l'ouverture de la ligne de chemin de fer Paris - Saint-Germain en 1839, il trouve sa vocation de constructeur de locomotives.
En juin 1840, il s'installe à Karlsruhe (Allemagne) et travaille pour la fabrique de Emil Kessler. Devenu directeur général, il participe à la construction des premières locomotives à vapeur pour l'Allemagne et de celles destinées à la première ligne suisse de chemin de fer Zurich-Baden, construite par la compagnie de chemin de fer du Nord (Schweizerischen Nordbahn), également nommée Spanisch-Brötli,.
En 1853, il est nommé contremaître des ateliers de la nouvelle société de construction de machines à vapeur et de chemin de fer, la Schweizer Gesellschaft Centralbahn à Olten. Il effectue plusieurs voyages en Angleterre et en Autriche pour perfectionner ses connaissances dans les locomotives à vapeur. 
Il prend domicile à Olten en 1855 et, de 1856 à 1873, il est Maître mécanicien du nouvel atelier de la Société. Les problèmes d'adhérence sur les lignes à forte déclivité conduisent Niklaus Riggenbach à étudier le système à crémaillère, dite à échelon. 
Il construit sa première locomotive à vapeur avec crémaillère en 1862 et, le 12 août 1863, la France lui accorde des brevets pour son invention. La ligne de chemin de fer Rigi-Bahnen, inaugurée en 1871, est le premier chemin de fer de montagne à utiliser son système de crémaillère.
Bourgeois d'honneur d'Olten et d'Aarau, Riggenbach a été député au Grand Conseil de Soleure et correspondant de l'Institut de France.

## Réalisations
- Chemin de fer à crémaillère de Langres, (France) ;
- Chemin de fer à crémaillère de La Turbie à Monte-Carlo, (France) ;
- Chemin de fer du Rigi, (Suisse) ;
- Chemin de fer de la Schynige Platte, (Suisse) ;
- Chemin de fer de la Wengernalp, (Suisse) ;
- Chemin de fer de l'Oberland bernois, (Suisse) ;
- Tramway de Trait - Planches, (Suisse) ;
- Chemin de fer de la Zugspitze, (Allemagne) ;
- Chemin de fer de l'Achensee, (Autriche)